# West Kittanning
West Kittanning és una població dels Estats Units a l'estat de Pennsilvània. Segons el cens del 2000 tenia 1.199 habitants.

## Demografia
Segons el cens del 2000, West Kittanning tenia 1.199 habitants, 544 habitatges, i 354 famílies. La densitat de població era de 1.157,3 habitants/km².
Dels 544 habitatges en un 24,6% hi vivien nens de menys de 18 anys, en un 53,5% hi vivien parelles casades, en un 8,8% dones solteres, i en un 34,9% no eren unitats familiars. En el 32,2% dels habitatges hi vivien persones soles el 21% de les quals corresponia a persones de 65 anys o més que vivien soles. El nombre mitjà de persones vivint en cada habitatge era de 2,2 i el nombre mitjà de persones que vivien en cada família era de 2,75.
Per edats la població es repartia de la següent manera: un 20,2% tenia menys de 18 anys, un 6,3% entre 18 i 24, un 27,8% entre 25 i 44, un 20,3% de 45 a 60 i un 25,4% 65 anys o més.
L'edat mediana era de 42 anys. Per cada 100 dones de 18 o més anys hi havia 80,2 homes.
La renda mediana per habitatge era de 32.850$ i la renda mediana per família de 41.458$. Els homes tenien una renda mediana de 31.587$ mentre que les dones 22.708$. La renda per capita de la població era de 18.112$. Entorn del 6% de les famílies i el 7,5% de la població estaven per davall del llindar de pobresa.

## Poblacions més properes
El següent diagrama mostra les poblacions més properes.